# Avelino de Jesus da Costa
Avelino de Jesus da Costa (São João Batista de Vila Chã, 4 de janeiro de 1908 – Braga, 17 de outubro de 2000), foi cónego da Sé de Braga, mais conhecido pela sua obra como historiador, e professor catedrático da Universidade de Coimbra.

## Biografia
Filho duma familia pobre, nasceu a 4 de Janeiro de 1908, no lugar do Barral da freguesia de São João Batista de Vila Chã, concelho de Ponte da Barca. Entrou no Seminário de Braga no dia 7 de janeiro de 1920, até ao fim do curso de Humanidades. Depois, por indicação do seu bispo, foi para Roma onde obteve, em 1930, o grau de bacharel em Filosofia na Universidade Gregoriana. Por motivo de doença, teve que interromper os estudos em Roma e regressar a Braga, onde estudou Teologia. Foi ordenado sacerdote a 15 de agosto de 1933, tendo em seguida sido professor do Seminário Menor de Braga durante 10 anos.
Em 1943, matriculou-se na Faculdade de Letras da Universidade de Coimbra, tendo sido bolseiro do Instituto de Alta Cultura entre 1944 e 1952. Neste período, desenvolveu um trabalho verdadeiramente pioneiro, com a investigação que levou a cabo em diversas bibliotecas e arquivos em busca de pergaminhos pertencentes a antigos códices litúrgicos, que, nos séculos XVI e XVII, foram desfeitos para as suas folhas servirem de capas ou de guardas de documentos e livros. O resultado desse seu labor patenteia-se num extenso inventário, de nove volumes. Em paralelo, em 1951, licenciou-se em Ciências Históricas e Filosóficas com a tese “Calendários Portugueses Medievais”. No ano seguinte, foi contratado como segundo assistente, lecionando aulas práticas de Paleografia e Diplomática, aperfeiçoamento de Paleografia, Epigrafia e História da Idade Média, das quais viria mais tarde a assegurar a regência teórica.
Redigiu, em 1956, um dos primeiros manuais de epigrafia e ajudou na fundação do Centro de Estudos de História Eclesiástica da Universidade Católica Portuguesa com Monsenhor Miguel de Oliveira e Isaías da Rosa Pereira. Mas a sua docência abrangeu ainda aulas teóricas de disciplinas como Arquivologia e Arquivo-economia, do Curso de Bibliotecário-Arquivista — do qual foi diretor entre 1963 e 1978 — além de Numismática e História do Cristianismo. Foi doutorado pela Universidade de Coimbra, em 16 de Dezembro de 1960, com a tese "O bispo D. Pedro e a organização da Diocese de Braga".
De 1959 a 1962, subsidiado pela Fundação Calouste Gulbenkian, percorreu os principais arquivos portugueses e os eclesiásticos de Astorga, Compostela, Lugo, Mondonhedo, Ourense, Samora, Tui e o Archivio Segreto del Vaticano, a fim de inventariar os documentos pontifícios do século XIII, referentes a Portugal. Para apresentar finalmente à Fundação um inventário, o Bulário Português do século XIII (1198–1303), que regista mais de 1500 documentos pontifícios, na sua maior parte originais.
Em 1968, passou a professor extraordinário promovido, por concurso, a Professor Catedrático em 1971. Em Outubro de 1972, foi nomeado cónego da Sé de Braga. Apresentou um Projeto de Investigação que pretendia dinamizar a inventariação, estudo e publicação dos diplomas pontifícios do século XIII relativos a Portugal. Em 1973, a Junta Nacional de Investigação Científica aprovou a inclusão do Bulário Português do século XIII (1198–1303) no Plano de Investigação do Instituto de Estudos Históricos Doutor António de Vasconcelos, da Faculdade de Letras da Universidade de Coimbra. Em 1974 criou o “Instituto de Paleografia e Diplomática” e ainda nesse mesmo ano foi nomeado membro da Academia Portuguesa da História.
Manteve-se na Universidade de Coimbra até à sua jubilação, em 1978. No entanto, o Professor Avelino de Jesus da Costa chefiou e orientou a sua equipa de investigadores até a sua morte, ocorrida em Braga, a 17 de Outubro de 2000.

## Principais obras
Escreveu 70 monografias, incluindo obras de coautoria, 277 artigos em publicações periódicas, de onde se destaca o boletim bimestral “Mensagem de Paz”, do qual era diretor e chefe de redação, bem como 213 artigos em dicionários e enciclopédias
- O bispo D. Pedro e a organização da diocese de Braga, com 2 volumes e 1192 páginas. Tese de doutoramento.
- Normas gerais de transcrição e publicação de documentos e textos medievais e modernos, segunda edição, 1982.
- Álbum de Paleografia e Diplomática Portuguesas, quarta edição em 1983.
- La chancellerie royale portugaise jusqu'au milieu du XIIIe siècle, IVe Congrès International de Diplomatique, Budapeste, 1973.
- Os mais antigos documentos escritos em português. Revisão de um problema histórico-linguístico. Estudo publicado na Revista Portuguesa de História, t. XVII, Coimbra, 1979.
- Bulário Português. Inocêncio III (1198–1216), da autoria do Prof. Avelino de Jesus Costa e Maria Alegria Fernandes Marques, publicado pelo Instituto Nacional de Investigação Científica.
- Documentos de D. Sancho I (1174–1211), com Rui de Azevedo e Marcelino Pereira, publicado pelo Centro de História da Universidade de Coimbra, 1979.
- Livro Preto da Sé de Coimbra, segundo e terceiro volumes, 1978 e 1979, com Leontina Ventura e Maria Teresa Veloso
- Documentos Medievais Portugueses. Documentos Particulares, vol. IV, t. r, AD. 1716–1123, organizado por Rui Pinto de Azevedo e concluído por Avelino de Jesus da Costa, Lisboa, Academia Portuguesa da História, 1980.
- Synodicon Hispanum, dirigido por Antonio Garcia y Garcia, II, Portugal, por Francisco Cantelar Rodriguez, Avelino de Jesus da Costa, Antonio Garcia y Garcia, Antonio Gutierrez Rodriguez, Isaías da Rosa Pereira, Madrid, 1982.
- Liber Fidei Sanctae Bracarensis Ecclesiae, publicado em três volumes, em separatas da revista O Distrito de Braga, em 1965, 1978 e 1990.
- A Biblioteca e o Tesouro da Sê de Coimbra nos séculos XI a XVI,Coimbra, 1983
- A Biblioteca e o Tesouro da Sé de Braga nos séculos XV a XVIII, Braga, 1985.
- A Santíssima Eucaristia nas Constituições Diocesanas Portuguesas desde 1240 a 1954, sep. da revista Lusitania Sacra, 2. a série, t. I, Braga, 1989.

## Prémio
- Prémio Alexandre Herculano pela obra "O bispo D. Pedro e a organização da diocese de Braga".